# Andrezza Chagas
 Andrezza Martins das Chagas de Paula (em georgiano:ანდრეცა ჩაგაში;Manaus, 2 de agosto de 1977) é uma voleibolista brasileira praticante da modalidade de vôlei de praia que representou a Geórgia na edição dos Jogos Olímpicos de Verão de 2008 na China.

## Carreira
A iniciação no voleibol ocorreu aos 15 anos de idade no Grêmio Esportivo São Sebastião  no voleibol de quadra (indoor) na posição de Central, época que jogava em lado oposto ao de sua irmã Andréa Martins, depois de cinco anos de rivalidade em quadra , resolveram a partir do ano de 2000 a formar dupla para competir no cenário do vôlei de praia. Com Andréa Martins disputou a temporada de 2002 do Circuito Brasileiro de  Vôlei de Praia, atuaram na etapa de Porto Alegre, conquistando o título da etapa Challenger em São Luís, e ao final de todo circuito foi apontada como uma das revelações da competição, e em 2003 conquistou o bicampeonato nesta etapa com sua irmã, já na etapa Challenger de de Manaus competiu novamente com  Andréa Martins na conquista do título, alcançando o bicampeonato nesta etapa também no ano de 2005 quando atuava com Mirlena Santos.
Representando o Brasil, ela estreou ao lado de Andréa Martins no Circuito Mundial de Vôlei de Praia em 2002, ocasião que pontuaram na quinquagésima sétima colocação no Aberto de Vitória e não pontuou ao lado de Thati Soares no Aberto do Rio de Janeiro em 2004 pelo mesmo circuito.
Ao lado de Thati Soares disputou a jornada esportiva de 2004 e conquistou o título da etapa Challenger do Circuito Brasileiro de Vôlei de Praia realizado em Natal.
No final de 2005 casou-se com o também  voleibolista de praia Bruno de Paula, no ano seguinte  após formar dupla Cristine Munhoz tiveram a oportunidade de realizar o sonho de disputar uma olimpíada com apoio do governo da Géorgia, sem tradição na modalidade,  na ocasião o então presidente do país Mikheil Saakashvili, este casado com uma ex-voleibolista, forneceu-lhes o passaporte com os nomes georgianos registrados como “Saka” e “Rtvelo”, que origina-se da palavra Sakartvelo que significa Geórgia no correspondente idioma, e a alcunha Rtvelo foi atribuída a  Andrezza.
Ainda no ano de 2006 voltou atuar ao lado de sua irmã Andréa Martins na conquista do título da Etapa Challenger de Juiz de Fora pelo correspondente Circuito Brasileiro de Vôlei de Praia. Competindo pela Geórgia ao lado de Cristine Munhoz “Saka” alcançou a quadragésima primeira posição nos Abertos de Vitória e Acapulco.
Na temporada de 2007 do Circuito Mundial de Vôlei de Praia jogou também ao lado de Cristine Munhoz “Saka” e pontuaram em todas as participações da dupla no referido circuito, alcançando a nona posição no Aberto de Montreal, o décimo terceiro lugar no Aberto de Marseille e São Petersburgo, as décimas sétimas posições nos Abertos de Xangai e Aland, mesmo posto conquistado na edição do Campeonato Mundial de Vôlei de Praia de 2007 em Gstaad, as vigésimas quinta colocações nos Abertos de Sentosa, Kristiansand, Fortaleza e Phuket, como obteve também nos Grand Slam de Paris e Berlin, também finalizaram nas trigésimas terceiras posições nos Abertos de Warsaw e Espinho, o mesmo alcançado no Granda Slam de Klagenfurt, além da quadragésima primeira no Aberto de Seul e Grand Slam de Stavanger.
Em 2008 prosseguiu ao lado de Cristine Munhoz “Saka” no correspondente Circuito Brasileiro de Vôlei de Praia e conquistaram a terceira posição na décima quarta etapa realizada em Recife; juntas disputaram a edição do Campeonato Europeu de Vôlei de Praia de 2008 em Hamburgo, Alemanha, finalizando na nona posição, classificando a Olimpíada de Pequim 2008.
Ao lado de Cristine Munhoz “Saka” competiu pelo Circuito Mundial de Vôlei de Praia de 2008, obtendo o quarto lugar no Grand Slam de Klagenfurt, a quinta posição no Aberto de Kristiansand, as nonas posições no Grand Slam de Paris e nos Abertos do Guarujá e Phuket, conquistando a décima terceira posição nos Abertos de Xangai, Barcelona e Sanya, também ocuparam a décima sétima colocação nos Abertos de Seul, Osaka, Marseille, Myslowice e Dubai, mesmo posto alcançado no Grand Slam de Gstaad; ainda foram vigésimas quintas colocadas no Grand Slam de Stavanger trigésimas terceiras colocadas nos Abertos de Stare Jablonki e no Grand Slam de Moscou, e ponturaram na quadragésima primeira posição no Aberto de Adelaide e Grand Slam de Berlin.Representaram juntas a Geórgia disputaram a edição dos Jogos Olímpicos de Verão de 2008 em Pequim e finalizaram na décima sétima colocação geral.
Pelo Circuito Estadual de Vôlei de Praia de 2009 competiu com Izabel Bezerra conquistou os títulos das etapas de Cuiabá, em Boa Vista, também em Belém. Com Cristine Munhoz “Saka” disputou a primeira etapa do Circuito Brasileiro de Vôlei de praia de 2009 em Balneário Camboriú quando alcançaram o oitavo lugar, sexto lugar lugar na etapa de Santa Maria, décimo segundo posto na etapa de Curitiba, e o bronze na etapa de São José dos Campos, décimo quarto lugar Campo Grande, nono lugar em Belém e também em Teresina, décimo sexto lugar na etapa de Fortaleza, décima sétima colocação na etapa de João Pessoa, e também em Recife, já com Thati Soares finalizou na quarta posição em Maceió e novamente com Cristine Munhoz conquistou o vice-campeonato na etapa de Salvador.
Na temporada de 2009 do Circuito Mundial de Vôlei de Praia atuou novamente com Cristine Munhoz “Saka” no término dos nonos lugares nos Abertos de Stare Jablonki e Haia, no Grand Slam de Klagenfurt, sendo a mesma colocação alcançada na edição do Campeonato Mundial de Vôlei de Praia em Stavanger, também alcançaram as décimas terceiras colocações nos Abertos de Brasília, Osaka e Kristiansand, como também as décimas sétimas posições no Abertos de Xangai, Seul, Aland e Barcelona, além do Grand Slam de Marseille; finalizando ainda na vigésima quinta colocação no Grand Slam de Gstaad e a trigésima terceira colocação no Grand Slam de Moscou.
Na temporada seguinte prosseguiu jogando com Cristiane Munhoz e  finalizaram na nona posição na etapa de Caxias do Sul pelo Circuito Brasileiro de Vôlei de praia de 2010 e também em Balneário Camboriú, quinta posição em São José dos Campos, décimo terceiro lugar em Uberaba e em Goiânia, alcançou o décimo nono lugar na etapa de Campo Grande, e jogando ao lado de Vivian Cunha conquistou os vice-campeonatos nas etapas de Fortaleza e João Pessoa, ainda juntas obtiveram em quinto lugar na etapa de Maceió, a quarta posição em Salvador, o quinto posto na etapa de Vila Velha e o bronze na etapa de Búzios.
Em mais uma jornada esportiva disputou ao lado de Cristine Munhoz “Saka” as etapas do Circuito Mundial de Vôlei de Praia em 2010 alcançando o quinto lugar no Grand Slam de Klangefurt, sétimo lugar no Aberto de Aland, as nonas posições nos Abertos de Seul e Haia, também no Grand Slam de Gstaad, ainda obtiveram os décimos terceiros postos nos Abertos de Marseille e Kristiansand, as décimas sétimas posições no Abertos de Brasília e nos Grand Slam de Stavanger e Stare Jablonki, alcançando também o vigésimo quinto lugar no Aberto de Xangai, a trigésima terceira colocação no Grand Slam de Roma e o quadragésimo primeiro posto no Grand Slam de Moscou.
Em 2011 formou dupla com Haissa Rodrigues para competir pelo Circuito Estadual de Vôlei de Praia correspondente a tal temporada, sagrando-se campeãs em Rio Branco, em Boa Vista e também em Manaus, ainda por este circuito foi campeã ao lado de Júlia Schmidt na na etapa de Palmas.
No Circuito Brasileiro de Vôlei de Praia Open 2011 retomou a parceria com Cristine Munhoz “Saka” alcançaram o oitavo lugar na etapa de Vitória, sexto lugar  no Rio de Janeiro, décimo segundo posto na etapa do Guarujá, sétimo lugar na etapa de Curitiba, décimo quarto lugar na etapa de Balneário Camboriú, nona posição em Santa Maria e também em Salvador, décima sexta colocação em Aracaju, décimo sétima posição em Maceió e também na etapa de Recife, e jogando novamente com Thati Soares finalizou em quarto lugar na etapa de João Pessoa, também atuaram juntas no torneio principal na última etapa em Fortaleza.
No ano de 2011 representou a Geórgia novamente ao lado de Cristine Munhoz “Saka” pelo Circuito Mundial de Vôlei de Praia correspondente, ocasião que terminaram em nono lugar no Grand Slam de Pequim, décimo terceiro posto no Aberto de Xangai, décima sétimas posições nos Abertos de Brasília, Sanya, Myslowice e Quebec, como também no Grand Slam de Stavanger, juntas obtivera ainda nos vigésimos quintos lugares  nos Grand Slam de Gstaad, Moscou, Stare Jablonk e Klagenfurt, mesmo posto obtido nos Abertos de Aland e Haia, trigésimo terceiro posto no Aberto de Phuket  e finalizam na trigésima sétima colocação na edição do Campeonato Mundial de Vôlei de Praia de 2011 em Roma.Ainda pela corrida para Os Jogos Olímpicos em Londres de 2012  disputaram a edição do Campeonato Europeu de Vôlei de Praia de 2011 em Kristiansand, Noruega, finalizando na décima sétima colocação. Em 2012 participa do Circuito Mundial de Vôlei de Praia ao lado de Cristine Munhoz “Saka” obtendo os resultados: vigésimo quinto posto no Aberto de Sanya e nos Grand Slam de Xangai e Moscou, o trigésimo terceiro posto no Aberto de Brasília e Grand Slam de Roma, também finalizaram na quadragésima primeira posição no Grand Slam de Pequim.
Ao lado de sua irmã Andréa Martins conquistou o título na etapa de Macapá pelo Circuito Estadual Regional de Vôlei de Praia de 2012, Grupo II, feito obtido pela dupla na etapa de Porto Velho e também em Boa Vista, além do vice-campeonato conquistado na etapa de Manaus.
Competindo ao lado de Michelle "Chell" sagrou-se- campeãs na etapa de Campo Grande pelo Circuito Brasileiro de Vôlei de Praia  Challenger de 2012 e na etapa de Maceió; com esta mesma jogadora conquistou o vice-campeonato na etapa de Cuiabá válida pelo Circuito Brasileiro de Vôlei de Praia Nacional de 2012-13, mesmo posto obtidos nas etapas de Goiânia.
Ao lado de Naiana Rodrigues disputou etapas do Circuito Estadual de Vôlei de Praia Nacional de 2012 alcançando o quinto lugar na etapa de Salvador e também em Olinda, também em João Pessoa ao lado de, juntas obtiveram a quarta colocação na etapa de fortaleza. Atuando com Luciana Hollanda pelo Circuito Brasileiro de Vôlei de Praia nacional 2012-13 alcançou o vice-campeonato na etapa de Campinas.
Na primeira etapa do Circuito Brasileiro de Vôlei de Praia Open 2012-13  em Cuiabá finalizou ao lado de Michele “Chell” na quinta colocação, mesma colocação obtida por elas na etapa de Goiânia, nona posição na etapa de Belo Horizonte,também em Campinas.
Devido a carreia de atleta tanto dela e de seu marido Bruno de Paula, adiava o momento para realizar o sonho de ser mãe desde os 30 anos de idade, então chegou a competir grávida sem perceber em dois torneios, quando descobriu estava com três meses de gestação, de imediato ficando inativa, e Davi , o primeiro filho do casal, nasceu em junho de 2013 e após engordar cerca de doze quilos voltou a treinar, no período de amamentação perdeu cerca de quatorze quilos em apenas dois meses, e o pequenino passou acompanhar as partidas de ambos nos circuitos.
Na temporada de 2013 do Circuito Brasileiro Regional de Vôlei de Praia  que se estendeu até o ano de 2014, formou dupla com Fabrine Conceição conquistando o título na etapa de Boa Vista e o vice-campeonato na etapa de Macapá e o bronze na etapa de Castanhal.
Voltou a formar dupla com Vivian Cunha no Circuito Brasileiro de Vôlei de Praia Open 2013-14 obtendo o décimo priumeiro lugar na etapa de Recife e em Vitória, quinta posição na etapa do Guarujá, outra vez na décima primeira posição na etapa de São José, na sequencia terminou na mesma posição jogando com Luciana Hollanda e também em Natal.
No Circuito Brasileiro de Vôlei de Praia Challenger de 2014 competiu com Luciana Hollanda, quinta posição em Rondonopólis sendo vice-campeãs na etapa de Campo Grande, finalizando na quarta colocação geração. Em 2014 conquistou o terceiro lugar na edição do Super Praia realizada em Salvador.
No Circuito Brasileiro de Vôlei de Praia Nacional 2014-15 conquistou ao lado de Naiana Rodrigues o título da penúltimo etapa do circuito, por sinal a segunda vez que sedia o torneio dentro mesmo circuito e com esta mesma atleta conquistou o título da primeira etapa do Circuito Brasileiro de Vôlei de Praia Nacional 2015-16 realizada no Rio de Janeiro Com Naiana Rodrigues conquistou o vice-campeonato na etapa de Ayvalik e o título na etapa de Sinope (Turquia) , válidas pelo Circuito Turco de Vôlei de Praia de 2015.
Com Naiana Rodrigues conquistou o terceiro lugar pelo Circuito Brasileiro de Vôlei de Praia Challenger de 2015 nas etapas de Chapecó  e Cabo Frio, além do vice-campeonato obtido na etapa de Campo Grande, alcançando o quarto lugar na classificação geral.Na temporada de 2015-16 do Circuito Brasileiro de Vôlei de Praia Open atuou com Naiana Rodrigues novamente e finalizaram na décima sétima posição não conquistando nenhuma posição do pódio, chegou até atuar com Danni Neves alcançou a décima terceira colocação  na etapa de Fortaleza pelo mesmo circuito e também com Renata Trevisan Ribeiro quando finalizaram na quinta posição na etapa de Niterói, nesta temporada também atuou ao lado de Rachel Nunes.
No ano de 2016 voltou a formar dupla com Vivian Cunha pelo Circuito Brasileiro de Vôlei de Praia Challenger, finalizando em quinto lugar na etapa de João Pessoa, em seguida conquistou os títulos das três etapas seguinte, a primeira em Jaboatão dos Guararapes, a outra em Aracaju e a última em, obtendo o título na classificação geral. Com Danni Neves alcançou a décima terceira colocação  na etapa de Fortaleza pelo Circuito Brasileiro de Vôlei de Praia Open 2015-16 na edição do Superpraia de 2016, realizado em João Pessoa. Em 2017 retoma a parceria com Vivian Cunha e conquistaram o título da etapa de João Pessoa pelo Circuito Brasileiro de Vôlei de Praia nacional 2016-17.
Pelo Circuito Brasileiro de Vôlei de Praia Open 2016-17 alcançou a nona posição ao lado de Rachel Nunes na etapa de Brasília e de Uberlândia, já na etapa de Curitiba competiu ao lado de  Neide Sabino finalizando na nona posição e também em São José, e com Vivian Cunha alcançou a décima terceira posição na etapa de Maceió da mesma forma nas etapas de Aracaju e também de Vitória; e ao lado de Vivian Cunha também alcançou a décima terceira posição na edição do Super Praia 2017.
Na temporada do ano de 2017 do Circuito Brasileiro de Vôlei de Praia Challenger competiu com a jogadora Andressa Cavalcanti e finalizaram na quinta posição nas etapas de Maringá e Bauru, mas conquistaram o terceiro lugar na etapa de Palmas, além do vice-campeonato na etapa do Rio de Janeiro, conquistando o vice-campeonato na colocação geral no referido circuito.
Na temporada 2017-18 ratificou a parceria com Izabel Bezerra alcançando a nona posição na etapa de Campo Grande pelo Circuito Brasileiro de Vôlei de Praia Open correspondente, com Andrezza Cavalcanti conquistou a quinta posição na etapa de Natal  e também na etapa de Itapema.

## Títulos e resultados
- Grand Slam de Klangefurt do Circuito Mundial de Vôlei de Praia:2009[6]
- Etapa de João Pessoa do Circuito Brasileiro de Voleibol de Praia Nacional:2016-17[111]
- Etapa de Cabo Frio do Circuito Brasileiro de Voleibol de Praia  Challenger:2016[108]
- Etapa de Aracaju do Circuito Brasileiro de Voleibol de Praia  Challenger:2016[107]
- Etapa de Jaboatão dos Guararapes do Circuito Brasileiro de Voleibol de Praia  Challenger:2016[106]
- Etapa do Rio de Janeiro do Circuito Brasileiro de Voleibol de Praia Nacional:2015-16[100]
- Etapa de Maceió do Circuito Brasileiro de Voleibol de Praia  Challenger:2012[73]
- Etapa de Campo Grande do Circuito Brasileiro de Voleibol de Praia  Challenger:2012[72]
- 2a Etapa de Campinas do Circuito Brasileiro de Voleibol de Praia Nacional:2014-15[99]
- Etapa do Rio de Janeiro do Circuito Brasileiro de Voleibol de Praia  Challenger:2017[124]
- Etapa de Campo Grande do Circuito Brasileiro de Voleibol de Praia  Challenger:2015[103]
- Etapa de Campinas do Circuito Brasileiro de Voleibol de Praia Nacional:2012-13[80]
- Etapa de Goiânia do Circuito Brasileiro de Voleibol de Praia Nacional:2012-13[75]
- Etapa de Cuiabá do Circuito Brasileiro de Voleibol de Praia Nacional:2012-13[74]
- Superpraia B:2014[98]
- Circuito Brasileiro de Voleibol de Praia - Challenger:2016[109]
- Circuito Brasileiro de Voleibol de Praia - Challenger:2016[125]
- Circuito Brasileiro de Voleibol de Praia - Challenger:2015[97]
- Circuito Brasileiro de Voleibol de Praia - Challenger:2014[97]
- Etapa de Campo Grande do Circuito Brasileiro de Voleibol de Praia  Challenger:2014[96]
- Etapa de João Pessoa do Circuito Brasileiro de Vôlei de Praia Open:2010[46]
- Etapa de Fortaleza do Circuito Brasileiro de Vôlei de Praia Open:2010[45]
- Etapa de Salvador do Circuito Brasileiro de Vôlei de Praia Open:2009[35]
- Etapa de Palmas do Circuito Brasileiro de Vôlei de Praia Challenger:2017[123]
- Etapa de Búzios do Circuito Brasileiro de Vôlei de Praia Open:2010[50]
- Etapa de São José dos Campos do Circuito Brasileiro de Vôlei de Praia Open:2009[27]
- Etapa de Cabo Frio do Circuito Brasileiro de Vôlei de Praia Challenger:2015[102]
- Etapa de Chapecó do Circuito Brasileiro de Vôlei de Praia Challenger:2015[101]
- Etapa de João Pessoa do Circuito Brasileiro de Vôlei de Praia Open:2011[65]
- Etapa de Salvador do Circuito Brasileiro de Vôlei de Praia Open:2010[48]
- Etapa de Maceió do Circuito Brasileiro de Vôlei de Praia Open:2009[34]
- Etapa de Bauru do Circuito Brasileiro de Voleibol de Praia  Challenger:2014[94]
- Etapa de Recife do Circuito Brasileiro de Vôlei de Praia Open:2008[11]
- Etapa Challenger de Juiz de Fora do Circuito Brasileiro de Vôlei de Praia Open:2006[10]
- Etapa Challenger de Manaus do Circuito Brasileiro de Vôlei de Praia Open:2005[5]
- Etapa Challenger de Natal do Circuito Brasileiro de Vôlei de Praia Open:2004[7]
- Etapa Challenger de Manaus do Circuito Brasileiro de Vôlei de Praia Open:2003[5]
- Etapa Challenger de São Luís do Circuito Brasileiro de Vôlei de Praia Open:2003[4]
- Etapa Challenger de São Luís do Circuito Brasileiro de Vôlei de Praia Open:2002[2]
- Etapa de Amazonas do Circuito Estadual de Vôlei de Praia:2011[53]
- Etapa de Roraima do Circuito Estadual de Vôlei de Praia:2011[52]
- Etapa de Tocantins do Circuito Estadual de Vôlei de Praia:2011[54]
- Etapa do Acre do Circuito Estadual de Vôlei de Praia:2011[51]
- Etapa de Roraima do Circuito Estadual de Vôlei de Praia:2009[22]
- Etapa do Pará do Circuito Estadual de Vôlei de Praia:2009[23]
- Etapa do Mato Grosso do Circuito Estadual de Vôlei de Praia:2009[21]
- Etapa do Ceará do Circuito Estadual de Vôlei de Praia:2012[79]
- Etapa do Roraima do Circuito Estadual Regional de Vôlei de Praia:2013[86]
- Etapa do Roraima do Circuito Estadual Regional de Vôlei de Praia:2012[70]
- Etapa do Rondônia do Circuito Estadual Regional de Vôlei de Praia:2012[69]
- Etapa do Amapá do Circuito Estadual Regional de Vôlei de Praia:2012[68]
- Etapa do Macapá do Circuito Estadual Regional de Vôlei de Praia:2013[86]
- Etapa do Amazonas do Circuito Estadual Regional de Vôlei de Praia:2012[71]
- Etapa do Pará do Circuito Estadual Regional de Vôlei de Praia:2013[87]
- Etapa de Sinope do Circuito Turco de Voleibol de Praia:2015[6]
- Etapa de Ayvalik do Circuito Turco de Voleibol de Praia:2015[6]

## Premiações Individuais
[carece de fontes?]